# دی‌سیکس
دِی‌سیکس (به هانگول: 데이식스؛ به انگلیسی: Day6) یک گروه موسیقی پنج نفره پاپ راک پسرانهٔ اهل کره جنوبی است که زیرنظر جی‌وای‌پی اینترتینمنت به فعالیت می‌پردازد. این گروه در ۷ سپتامبر ۲۰۱۵، با آلبوم «روز» شروع به‌کار کرد، این آلبوم توانست در هفته اول انتشار خود رتبه دوم چارت آلبوم جهانی بیلبورد را کسب کند.
در ۲۷ فوریهٔ ۲۰۱۶، جون‌هیوک به دلایل شخصی گروه را ترک کرد.
در سال ۲۰۱۷ دی سیکس طی پروژه‌ای به نام پروژه دی سیکس، هر ماه دو آهنگ جدید منتشر کردند. در آخر این پروژه، ۲۵ آهنگ جدید به دیسکوگرافی این گروه اضافه شد که این آهنگ‌ها در ژانرهای مختلفی مانند:هارد راک، آپ بیت و بالاد ملو ساخته شده‌اند. اولین فول آلبوم این بند با نام Sunrise، تشکیل شده از نصف آهنگ‌های این پروژه بود. این آلبوم توانست رتبه ۱۴ بیست و پنج آلبوم برتر کی پاپ دهه ۲۰۱۰ بیلبورد را کسب کندو همین‌طور یکی از آهنگ‌های پروژه این گروه به نام «I Wait» توانست رتبه ۸۱ صد آهنگ برتر کی پاپ در دهه ۲۰۱۰ بیلبورد را کسب کند.

## اعضا
| عنوان هنری        | نام اصلی       | زادروز                   |
| ----------------- | -------------- | ------------------------ |
| سونگ‌جین*          | پارک سونگ-جین  | ۱۶ ژانویهٔ ۱۹۹۳ ‏(۳۲ سال)  |
| جه                | پارک جه-هیونگ  | ۱۵ سپتامبر ۱۹۹۲ ‏(۳۲ سال) |
| جون‌هیوک (غیرفعال) | ایم جون-هیوک   | ۱۷ ژوئیهٔ ۱۹۹۳ ‏(۳۱ سال)   |
| یونگ کی           | کانگ یونگ-هیون | ۱۹ دسامبر ۱۹۹۳ ‏(۳۱ سال)  |
| ون‌پیل             | کیم ون-پیل     | ۲۸ آوریل ۱۹۹۴ ‏(۳۰ سال)   |
| دوون              | یون دو-وون     | ۲۵ اوت ۱۹۹۶ ‏(۲۸ سال)     |

لیدر*

## ترانه‌شناسی

### آلبوم‌های چندآهنگه
| عنوان | توضیحات                                                                           | فهرست ترانه‌ها                                                                        | بالاترین موقعیت در جدول | بالاترین موقعیت در جدول | فروش          |
| عنوان | توضیحات                                                                           | فهرست ترانه‌ها                                                                        | گائون                   | بیلبورد                 | فروش          |
| ----- | --------------------------------------------------------------------------------- | ------------------------------------------------------------------------------------ | ----------------------- | ----------------------- | ------------- |
| روز   | - انتشار: ۷ سپتامبر ۲۰۱۵ - ناشر: جی‌وای‌پی اینترتینمنت - قالب: سی‌دی، دانلود دیجیتال | فهرست ترانه‌ها 1. رها 2. خارج از تصوّر 3. تبریک می‌گم 4. عادات 5. همچون خورشید 6. رنگ‌ها | ۶                       | ۲                       | - کره: ۹٬۱۶۲+ |

### تک‌آهنگ‌ها
| عنوان        | سال  | بالاترین موقعیت در جدول | بالاترین موقعیت در جدول | فروش    | آلبوم |
| عنوان        | سال  | گائون                   | بیلبورد                 | فروش    | آلبوم |
| ------------ | ---- | ----------------------- | ----------------------- | ------- | ----- |
| «تبریک می‌گم» | ۲۰۱۵ | ۵۸                      | _                       | ۳۵٬۸۳۸+ | روز   |